# Parreysiinae
Sous-famille
Les Parreysiinae forment une sous-famille de mollusques bivalves d'eau douce appartenant à l'ordre des Unionoida et à la famille des Unionidae.

## Liste des genres
Selon World Register of Marine Species (16 octobre 2019), il a 18 genres répartis en 5 tribus :
- Coelaturini Modell, 1942
- Indochinellini Bolotov, Pfeiffer, Vikhrev & Konopleva, 2018
- Lamellidentini Modell, 1942
- Leoparreysiini Vikhrev, Bolotov & Kondakov, 2018
- Parreysiini Henderson, 1935